# Catapodium mamoraeum
Catapodium mamoraeum är en gräsart som först beskrevs av René Charles Maire, och fick sitt nu gällande namn av René Charles Maire och Marc Weiller. Catapodium mamoraeum ingår i släktet styvgröen, och familjen gräs. Inga underarter finns listade i Catalogue of Life.